# Niclas Alexandersson
Jens Niclas Alexandersson, född 29 december 1971 i Halmstad, är en svensk tidigare fotbollsspelare. 
Han har spelat 294 allsvenska matcher i två olika klubbar (Halmstad BK och IFK Göteborg), 141 matcher i Premier League i tre olika klubbar (Sheffield Wednesday, Everton och West Ham United) och har spelat 109 landskamper för Sverige, och har deltagit i två VM, 2002 och 2006, och två EM, 2000 och 2008. Dessutom deltog Alexandersson i sommar-OS 1992 i Barcelona.
Han avslutade proffskarriären i IFK Göteborg efter säsongen 2008, men valde att göra en tillfällig comeback i oktober 2009 i samma lag. Han är bror till fotbollsspelaren Daniel Alexandersson.

## Biografi

### Klubbkarriär
Niclas Alexandersson växte upp i Vessigebro där han började spela fotboll i den lokala klubben Vessigebro BK. 1988 gick han till Halmstad. Han debuterade i Allsvenskan i bortamatchen mot Västra Frölunda 25 juni 1989 och fick under samma år även spela två matcher från start. Säsongen därpå var har ordinarie högermittfältare och han gjorde ett av målen i finalen när Halmstads BK vann Svenska cupen 1995. 
1996 lämnade han Halmstads BK för IFK Göteborg. Där fortsatte framgångarna med SM-guld 1996 och spel i Uefa Champions League innan Alexandersson i december 1997 flyttade till England och spel i Premier League-laget Sheffield Wednesday. När klubben åkte ur Premier League år 2000 utsågs Alexandersson till säsongens spelare. I juli samma år gick han till Everton, men fick problem med återkommande skador och därmed svårt att ta en ordinarie plats i laget, så på hösten 2003 blev han utlånad fem veckor till West Ham som då spelade i Englands andradivision.
I februari 2004 kom Alexandersson tillbaka till IFK Göteborg. Den 28 oktober 2007 tog han återigen ett SM-guld med IFK Göteborg som lagkapten i sista spelomgången mot Trelleborg.
Den 1 oktober 2008 meddelade Niclas Alexandersson att han efter säsongen skulle lägga av med fotbollen.
Alexandersson var sommaren 2009 en av fem ambassadörer för U-21 EM i fotboll 2009. Niclas Alexandersson representerade Halmstad.
Under hösten 2009, ej under öppet transferfönster, valde den 37-årige Niclas Alexandersson att göra comeback med tröja 38 i ett skadedrabbat men guldjagande IFK Göteborg. Comebackmatchen blev derbyt mot Gais den 5 oktober 2009, där han startade på bänken och senare byttes in. Matchen slutade med IFK Göteborg-seger 2–1 efter ett avgörande mål av Stefan Selakovic på stopptid. Den 23 oktober gjorde Alexandersson sitt första blåvita mål efter sin comeback, i en match mot Brommapojkarna som slutade med en 3–0-seger.
2017 gjorde Alexandersson en oväntad comeback i Division 3 Sydvästra Götaland för Västra Frölunda IF i en match mot mot Kungsbacka IF. Resultatet blev 6-0 till Västra Frölunda IF och Alexandersson hoppade in i den 79:e minuten och fick därmed vara på plan när hans son Noah Alexandersson gjorde matchens sista mål.
Niclas Alexandersson är sedan 2009 lärare på Änglagårdsskolan i Göteborg.

### Landslagskarriär
Han debuterade i Sveriges herrlandslag i fotboll i en VM-kvalmatch den 10 november 1993 mot Österrike, som slutade 1–1 i Wien. 
I EM-kvalet 1999 spelade Alexandersson en avgörande roll när han gjorde avgörande mål mot Bulgarien och Luxemburg. 2000 deltog han i EM-slutspelet och 2002 i VM-slutspelet i Sydkorea och Japan. I VM-premiären gjorde Alexandersson Sveriges kvittering mot England.  Alexandersson stod utanför landslaget under ett och ett halft år men återkom till VM-kvalet hösten 2004.
I VM-gruppspelet 2006 i Tyskland fick Alexandersson sitt första gula kort i landslaget i den avgörande gruppspelsmatchen mot England.
I EM-kvalmatchen mot Liechtenstein den 6 september 2006 gjorde Alexandersson sin 94:e landskamp. Det innebar att han passerade Henrik Larsson som då gjort 93 matcher. Den 6 juni 2007 gjorde Alexandersson i EM-kvalmatchen mot Island sin 100:e landslagsmatch och blev den fjärde manliga svenska spelaren som passerade 100 landskamper.
I EM 2008 startade Alexandersson den första gruppspelsmatchen mot Grekland som högerback, men fick utgå i andra halvlek på grund av en skada i vaden. Det blev hans sista 109:e landskamp.

## Meriter
- A-landslagsman för Sverige 1993–2008:
  - VM i fotboll: 2002, 2006
  - EM i fotboll: 2000, 2008
- SM-guld: 1996, 2007
- Supercupen: 2008
- Årets mittfältare 1995
- Svenska Cupen 2008

## Seriematcher / mål
- 2004–09: 124 / 19
- 2009: 5 / 1 (anslöt efter omgång 25)
- 2008: 23 / 6
- 2007: 20 / 2
- 2006: 24 / 0
- 2005: 26 / 6
- 2004: 26 / 4
- 2003–2004: 8 / 0 (i West Ham)
- 2002–2003: 7 / 0 (i Everton)
- 2001–2002: 31 / 2 (i Everton)
- 2000–2001: 20 / 2 (i Everton)
- 1999–2000: 37 / 5 (i Sheffield W)
- 1998–1999: 32 / 3 (i Sheffield W)
- 1997–1998: 6 / 0 (i Sheffield W)

## Klubbar
- IFK Göteborg (2004–2009)
- West Ham (2003–2004, på lån)
- Everton FC (2000–2004)
- Sheffield Wednesday FC (1997–2000)
- IFK Göteborg (1996–1997)
- Halmstads BK (1988–1995)
- Vessigebro BK (-1987)

### Webbkällor
- Profil på sports-reference.com
- Lista på landskamper, svenskfotboll.se, läst 2013 01 29
- SvenskFotboll.se – Statistik 2004–2008
- SvenskFotboll.se – Statistik 2009
- SvenskFotboll.se – Landskamper 2008

Niclas Alexandersson på Soccerbase (engelska)